# Granata da 40 mm

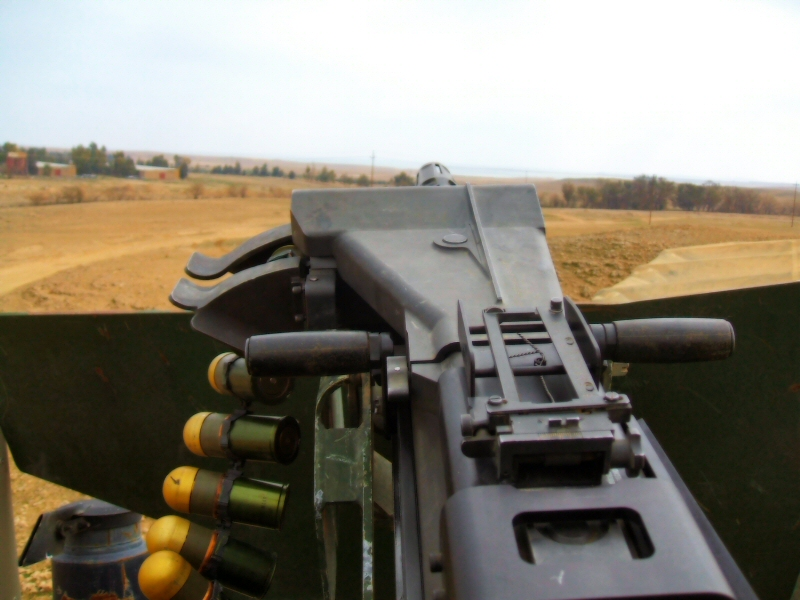
Un lanciagranate Mk 19 con un caricatore a nastro di granate da 40 mm

Una granata da 40 mm è un particolare tipo di munizione appositamente realizzata per essere utilizzata in un lanciagranate.
Le misure standard più in uso sono 40×46 mm, di minor potenza ed utilizzata su armi portatili, e 40×53 mm, per le armi fisse.